# الوانی ایرانی
الوانی ایرانی، الوانی (نام علمی: Allochrusa persica) نام یک گونه از سرده الوانی است.